# Ústup ze Země
Ústup ze Země (anglicky „Retreat from Earth“) je krátká vědeckofantastická povídka britského spisovatele Arthura C. Clarka.
V angličtině vyšla poprvé ve fanzinu s názvem Amateur Science Stories v březnu 1938 (v tomtéž fanzinu vyšly Clarkovi i další dvě rané povídky: Cestujte po drátě! a Jak jsme byli na Marsu).

## Námět
Civilizace z Marsu hodlá kolonizovat třetí planetu od Slunce – Zemi. Na planetě již operuje řada agentů, mezi ni je i Cervac Theton. Tento xenozoolog odhalí zajímavé tvory z hmyzí říše – termity. Popisuje jejich úžasnou organizaci a varuje před jejich sílou. Mars vysílá k Zemi válečnou kosmickou loď...
Jiná Clarkova povídka, jež se týká termitů se jmenuje „Příští nájemníci“.

## Příběh
Prezident Rady Marsu konstatuje, že v plánech o kolonizace třetí planety Sluneční soustavy došlo ke zdržení. Nezpůsobili jej však lidé, nýbrž termiti. Více o tom má přednést Cervac Theton, agent působící na Zemi.
Theton se ujímá slova.
Plány k invazi nemůže pozemský člověk nikterak ohrozit, je technologicky na nižší úrovni. Theton studoval živočichy na planetě (a materiály pozemských vědců) a zjistil, že se dělí na 4 hlavní skupiny: savce, ryby, plazy a hmyz. Pouze hmyz se nikdy nevyskytoval na Marsu a Theton na něj zaměřil svou pozornost. Odhalil pozoruhodná stvoření - termity, s nimiž člověk vede odnepaměti bitvu. Tito drobní tvorové mají precizní organizaci, vyšší celek je pro ně přednější než jednotlivec. Člověk pro ně nepředstavuje takové nebezpečí jako mravenci.
Theton odcestoval na izolovaný ostrov v Pacifiku, aby zde mohl termity studovat. Nakrátko ostrov opustil a když se vrátil, našel pracovnu v troskách - veškeré přístroje včetně atomového agregátu byly zničeny. Nebyla to nehoda, ve zbytcích osmiové cívky zůstala sevřená kusadla termita. Agent využije přístrojů na lodi a prozkoumavá terén a okolí ostrova. V hloubce 60 metrů odhalí zvláštní kovovou kouli o průměru 6 m obsahující všelijaká relé a obvody. Uvědomí si, že má zde co dočinění s velmi vyspělou inteligencí.
Prezident po prezentaci zprávy oznamuje, že na Zemi vyslal těžký křižník. Byla zaregistrována exploze a od té doby se křižník nehlásí.
Prezident Rady nechává hlasovat o dalším postupu. Výsledkem hlasování je vyslání silně ozbrojené bitevní kosmické superlodi Zuranther, která je také zničena. Marťanská civilizace vzdává snahu o kolonizaci Země a obrací svou pozornost na druhou planetu Sluneční soustavy Venuši.
| „                                  | Termiti žijí, pracují a umírají pro dobro státu. Jednotlivec je pro ně ničím. | “ |
| — Arthur C. Clarke - Ústup ze Země |                                                                               |   |

## Česká vydání
Česky vyšla povídka v následujících sbírkách nebo antologiích:
- Směr času (Polaris, 2002)[2]